# Ximpanzé comú
El ximpanzé comú (Pan troglodytes) és una espècie de primat de la família dels homínids pròpia de l'Àfrica tropical. Els ximpanzés —al costat dels bonobos— són els parents vius més pròxims a l'ésser humà; la seva branca evolutiva es va separar de la branca dels humans fa aproximadament 7 milions d'anys i comparteixen un 96% de l'ADN amb ells, el que ha portat Jared Diamond a utilitzar el terme "el tercer ximpanzé" per referir-se a la nostra pròpia espècie. Els mascles arriben a pesar uns 80 kg en captivitat i a mesurar fins a 1,7 m. Es caracteritza per la seva intel·ligència avançada sovint comparada a la dels éssers humans. Per exemple, s'ha observat que els ximpanzés joves es construeixen "ninots" i altres joguines amb pals i bastons.
Actualment està en perill d'extinció a causa de la desforestació del seu hàbitat natural.

## Distribució geogràfica
Els ximpanzés viuen a les selves tropicals i les sabanes humides de l'Àfrica central i occidental. Solien habitar la major part d'aquesta regió, però el seu hàbitat ha estat dràsticament reduït en els últims anys per la desforestació.

## Descripció

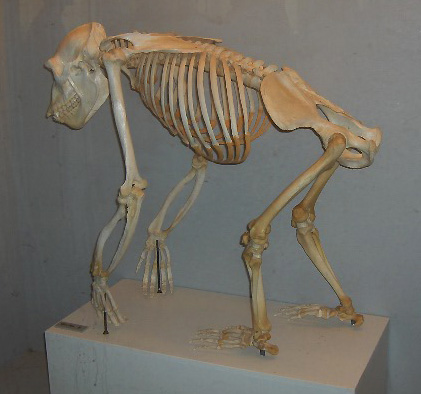
Esquelet de ximpanzé

En posició erecta els adults mesuren entre 1 m i 1,7 m d'alçada. Els mascles en llibertat pesen entre 34 i 70 kg, mentre les femelles pesen entre 26 i 50 kg. En captivitat els mascles poden pesar fins a 80 kg i les femelles fins a 68 kg. Aparentment P. t. schweinfurthii pesa menys que P. t. verus, el qual és més petit que P. t. troglodytes. Els braços dels ximpanzés són molt més llargs que les seves cames. L'envergadura dels seus braços és d'aproximadament 1,5 vegades l'alçada de l'individu. Els braços llargs li permeten a aquests primats balancejar-se passant de branca en branca, aquesta modalitat de locomoció es denomina braquiació. També posseeixen dits i mans llargues, però el polze és curt. Això els permet sostenir-se de les branques sense interferir amb la mobilitat dels polzes.
Els ximpanzés tenen una capacitat cranial de 320 a 480 centímetres cúbics, molt inferior a la dels humans moderns (Homo sapiens) que té de mitjana 1400 centímetres cúbics.
Tenen el cos cobert per un pelatge gruixut de color marró fosc, amb excepció del rostre, dits, palmells de la mà i plantes del peu. Tant els seus polzes com el dit gran del peu són oposables, permetent una agafada precisa. La gestació del ximpanzé dura vuit mesos. Les cries són deslletades aproximadament a l'edat de tres anys, però generalment mantenen una relació propera amb la seva mare diversos anys més. La pubertat és aconseguida a l'edat de vuit a deu anys i la seva esperança de vida és de 50 anys en captivitat.

## Alimentació
La seva alimentació és principalment vegetariana (fruites, fulles, nous, arrels, tubercles, etc.), complementada per insectes i petites preses; existeixen instàncies de caceres organitzades. En alguns casos —com la matança de cadells de lleopard— aquesta cacera sembla un esforç de protecció dels ximpanzés, més que una motivació per la gana. Existeixen casos documentats de canibalisme, encara que és poc comú.

## Comportament

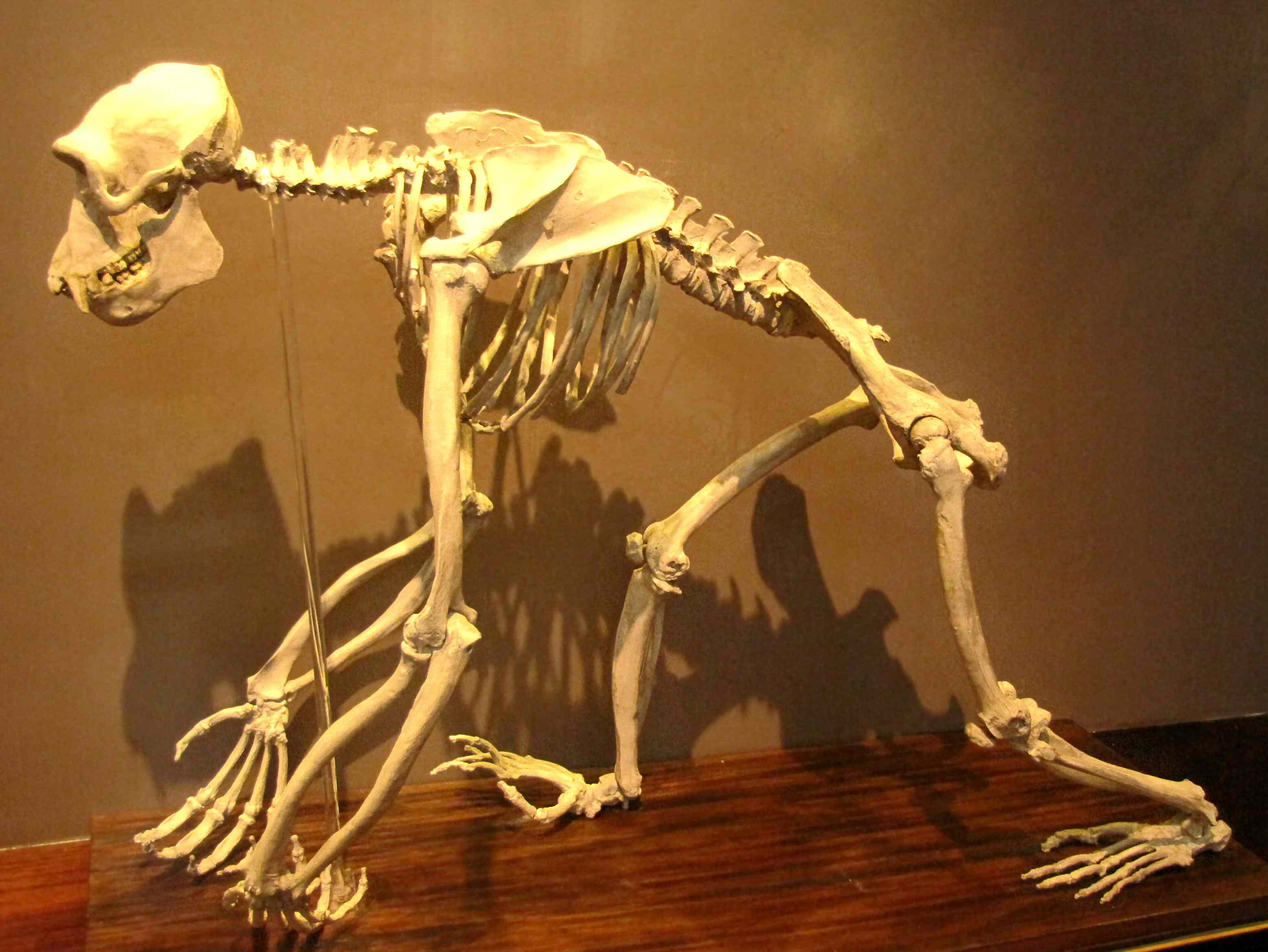
Esquelet de ximpanzé, exhibit en el Museu de Ciències Naturals de la Plata

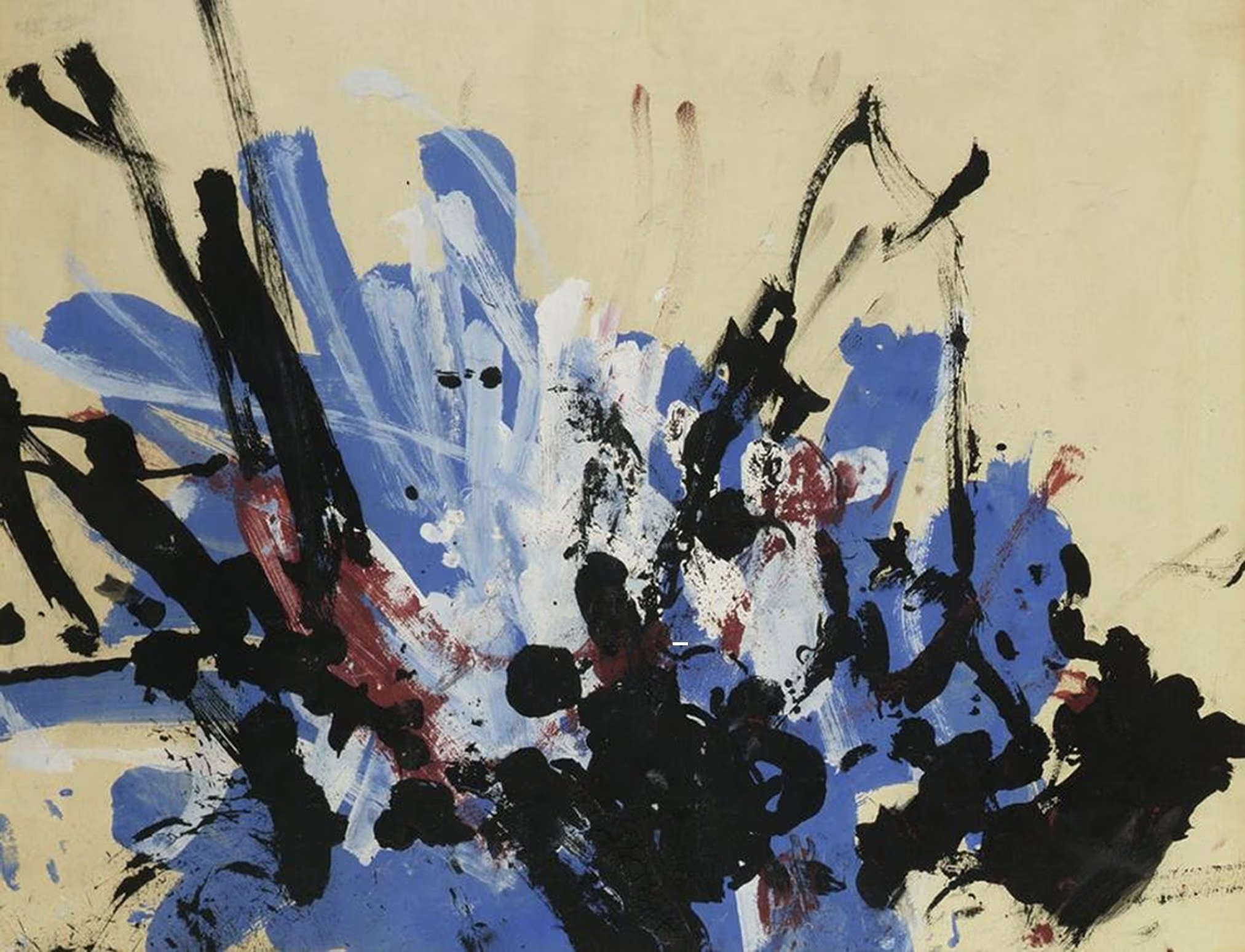
Pintura realitzada per Congo, el ximpanzé

Els ximpanzés viuen en grups anomenats comunitats que oscil·len entre els 20 i més de 150 membres, consistint de diversos mascles, femelles i joves. No obstant això, la major part del temps es desplacen en petits grups d'uns pocs individus. Els ximpanzés són tant arboris com terrestres, passant la mateixa quantitat de temps sobre els arbres que sobre el terra. La seva manera de desplaçament habitual és de quatre grapes, utilitzant les plantes dels peus i les segones falanges dels dits de les mans, i poden caminar en posició bípeda únicament per distàncies curtes.
El ximpanzé comú viu en societats de fissió-fusió (en primatologia, una organització de fissió-fusió és aquella en què la composició canvia dia a dia, i se separen durant períodes més o menys perllongats; per exemple, els individus dormen junts en un lloc, però busquen aliment en petits grups que es desplacen en diferents direccions durant el dia). on l'aparellament és promiscu. Els ximpanzés poden tenir els següents grups: només mascles, femelles adultes i la seva descendència, grups amb membres de tots dos sexes, una femella i la seva descendència, o individus solitaris. En el centre de l'estructura social es troben els mascles, els qui patrullen i cuiden els membres del seu grup, i participen en la cerca d'aliment. Entre els mascles usualment hi ha una jerarquia de domini. No obstant això, la inusual estructura social de fissió-fusió, en la qual porcions del grup parental poden separar-se o tornar-se a unir a ell, és altament variable en termes de quins individus particulars es congreguen en un moment donat. Això es deu principalment al fet que els ximpanzés tenen un alt nivell d'autonomia dins de la fissió-fusió dels grups als quals pertanyen. També les comunitats de ximpanzés tenen grans rangs de territori que se solapen amb els dels altres grups.
Com a resultat, individus ximpanzés amb freqüència van sols en la cerca d'aliments, o en grups petits. Com s'indicava, aquests petits grups també emergeixen en una gran varietat de tipus per a una gran varietat de propòsits. Per exemple, una petita tropa de mascles pot organitzar-se per caçar i obtenir carn, mentre que un grup consistent d'un mascle madur i una femella madura poden establir-se com a grup amb el propòsit de copular. Un individu pot trobar-se amb altres individus amb certa freqüència però poden haver-hi baralles amb altres individus no freqüentats. A causa de la varietat freqüent de la forma com els ximpanzés s'associen, l'estructura de les seves societats és molt complicada.

## Arbre genealògic
Arbre genealògic d'acord a un estudi de 2019:
|                            | Ardipitec                  |
|                            |                            |
| Australopithecus anamensis | Australopithecus afarensis |
|                            | Australopithecus afarensis |

|  | Paranthropus aethiopicus                                                      |
|  |                                                                               |
|  | \| \| Paranthropus boisei \| \| \| \| \| \| Paranthropus robustus \| \| \| \| |
|  |                                                                               |
|  | Paranthropus boisei                                                           |
|  |                                                                               |
|  | Paranthropus robustus                                                         |
|  |                                                                               |

|  | Paranthropus boisei   |
|  |                       |
|  | Paranthropus robustus |
|  |                       |

|  | Australopithecus sediba                                      |
|  |                                                              |
|  | \| \| Homo habilis \| \| \| \| \| \| Altres Homo \| \| \| \| |
|  |                                                              |
|  | Homo habilis                                                 |
|  |                                                              |
|  | Altres Homo                                                  |
|  |                                                              |

|  | Homo habilis |
|  |              |
|  | Altres Homo  |
|  |              |

|  | Australopithecus sediba                                      |
|  |                                                              |
|  | \| \| Homo habilis \| \| \| \| \| \| Altres Homo \| \| \| \| |
|  |                                                              |
|  | Homo habilis                                                 |
|  |                                                              |
|  | Altres Homo                                                  |
|  |                                                              |

|  | Homo habilis |
|  |              |
|  | Altres Homo  |
|  |              |

|  | Australopithecus sediba                                      |
|  |                                                              |
|  | \| \| Homo habilis \| \| \| \| \| \| Altres Homo \| \| \| \| |
|  |                                                              |
|  | Homo habilis                                                 |
|  |                                                              |
|  | Altres Homo                                                  |
|  |                                                              |

|  | Homo habilis |
|  |              |
|  | Altres Homo  |
|  |              |

|  | Australopithecus sediba                                      |
|  |                                                              |
|  | \| \| Homo habilis \| \| \| \| \| \| Altres Homo \| \| \| \| |
|  |                                                              |
|  | Homo habilis                                                 |
|  |                                                              |
|  | Altres Homo                                                  |
|  |                                                              |

|  | Homo habilis |
|  |              |
|  | Altres Homo  |
|  |              |

|  | Paranthropus aethiopicus                                                      |
|  |                                                                               |
|  | \| \| Paranthropus boisei \| \| \| \| \| \| Paranthropus robustus \| \| \| \| |
|  |                                                                               |
|  | Paranthropus boisei                                                           |
|  |                                                                               |
|  | Paranthropus robustus                                                         |
|  |                                                                               |

|  | Paranthropus boisei   |
|  |                       |
|  | Paranthropus robustus |
|  |                       |

|  | Australopithecus sediba                                      |
|  |                                                              |
|  | \| \| Homo habilis \| \| \| \| \| \| Altres Homo \| \| \| \| |
|  |                                                              |
|  | Homo habilis                                                 |
|  |                                                              |
|  | Altres Homo                                                  |
|  |                                                              |

|  | Homo habilis |
|  |              |
|  | Altres Homo  |
|  |              |

|  | Australopithecus sediba                                      |
|  |                                                              |
|  | \| \| Homo habilis \| \| \| \| \| \| Altres Homo \| \| \| \| |
|  |                                                              |
|  | Homo habilis                                                 |
|  |                                                              |
|  | Altres Homo                                                  |
|  |                                                              |

|  | Homo habilis |
|  |              |
|  | Altres Homo  |
|  |              |

|  | Australopithecus sediba                                      |
|  |                                                              |
|  | \| \| Homo habilis \| \| \| \| \| \| Altres Homo \| \| \| \| |
|  |                                                              |
|  | Homo habilis                                                 |
|  |                                                              |
|  | Altres Homo                                                  |
|  |                                                              |

|  | Homo habilis |
|  |              |
|  | Altres Homo  |
|  |              |

|  | Australopithecus sediba                                      |
|  |                                                              |
|  | \| \| Homo habilis \| \| \| \| \| \| Altres Homo \| \| \| \| |
|  |                                                              |
|  | Homo habilis                                                 |
|  |                                                              |
|  | Altres Homo                                                  |
|  |                                                              |

|  | Homo habilis |
|  |              |
|  | Altres Homo  |
|  |              |

|                            | Ardipitec                  |
|                            |                            |
| Australopithecus anamensis | Australopithecus afarensis |
|                            | Australopithecus afarensis |

|  | Paranthropus aethiopicus                                                      |
|  |                                                                               |
|  | \| \| Paranthropus boisei \| \| \| \| \| \| Paranthropus robustus \| \| \| \| |
|  |                                                                               |
|  | Paranthropus boisei                                                           |
|  |                                                                               |
|  | Paranthropus robustus                                                         |
|  |                                                                               |

|  | Paranthropus boisei   |
|  |                       |
|  | Paranthropus robustus |
|  |                       |

|  | Australopithecus sediba                                      |
|  |                                                              |
|  | \| \| Homo habilis \| \| \| \| \| \| Altres Homo \| \| \| \| |
|  |                                                              |
|  | Homo habilis                                                 |
|  |                                                              |
|  | Altres Homo                                                  |
|  |                                                              |

|  | Homo habilis |
|  |              |
|  | Altres Homo  |
|  |              |

|  | Australopithecus sediba                                      |
|  |                                                              |
|  | \| \| Homo habilis \| \| \| \| \| \| Altres Homo \| \| \| \| |
|  |                                                              |
|  | Homo habilis                                                 |
|  |                                                              |
|  | Altres Homo                                                  |
|  |                                                              |

|  | Homo habilis |
|  |              |
|  | Altres Homo  |
|  |              |

|  | Australopithecus sediba                                      |
|  |                                                              |
|  | \| \| Homo habilis \| \| \| \| \| \| Altres Homo \| \| \| \| |
|  |                                                              |
|  | Homo habilis                                                 |
|  |                                                              |
|  | Altres Homo                                                  |
|  |                                                              |

|  | Homo habilis |
|  |              |
|  | Altres Homo  |
|  |              |

|  | Australopithecus sediba                                      |
|  |                                                              |
|  | \| \| Homo habilis \| \| \| \| \| \| Altres Homo \| \| \| \| |
|  |                                                              |
|  | Homo habilis                                                 |
|  |                                                              |
|  | Altres Homo                                                  |
|  |                                                              |

|  | Homo habilis |
|  |              |
|  | Altres Homo  |
|  |              |

|  | Paranthropus aethiopicus                                                      |
|  |                                                                               |
|  | \| \| Paranthropus boisei \| \| \| \| \| \| Paranthropus robustus \| \| \| \| |
|  |                                                                               |
|  | Paranthropus boisei                                                           |
|  |                                                                               |
|  | Paranthropus robustus                                                         |
|  |                                                                               |

|  | Paranthropus boisei   |
|  |                       |
|  | Paranthropus robustus |
|  |                       |

|  | Australopithecus sediba                                      |
|  |                                                              |
|  | \| \| Homo habilis \| \| \| \| \| \| Altres Homo \| \| \| \| |
|  |                                                              |
|  | Homo habilis                                                 |
|  |                                                              |
|  | Altres Homo                                                  |
|  |                                                              |

|  | Homo habilis |
|  |              |
|  | Altres Homo  |
|  |              |

|  | Australopithecus sediba                                      |
|  |                                                              |
|  | \| \| Homo habilis \| \| \| \| \| \| Altres Homo \| \| \| \| |
|  |                                                              |
|  | Homo habilis                                                 |
|  |                                                              |
|  | Altres Homo                                                  |
|  |                                                              |

|  | Homo habilis |
|  |              |
|  | Altres Homo  |
|  |              |

|  | Australopithecus sediba                                      |
|  |                                                              |
|  | \| \| Homo habilis \| \| \| \| \| \| Altres Homo \| \| \| \| |
|  |                                                              |
|  | Homo habilis                                                 |
|  |                                                              |
|  | Altres Homo                                                  |
|  |                                                              |

|  | Homo habilis |
|  |              |
|  | Altres Homo  |
|  |              |

|  | Australopithecus sediba                                      |
|  |                                                              |
|  | \| \| Homo habilis \| \| \| \| \| \| Altres Homo \| \| \| \| |
|  |                                                              |
|  | Homo habilis                                                 |
|  |                                                              |
|  | Altres Homo                                                  |
|  |                                                              |

|  | Homo habilis |
|  |              |
|  | Altres Homo  |
|  |              |

|                            | Ardipitec                  |
|                            |                            |
| Australopithecus anamensis | Australopithecus afarensis |
|                            | Australopithecus afarensis |

|  | Paranthropus aethiopicus                                                      |
|  |                                                                               |
|  | \| \| Paranthropus boisei \| \| \| \| \| \| Paranthropus robustus \| \| \| \| |
|  |                                                                               |
|  | Paranthropus boisei                                                           |
|  |                                                                               |
|  | Paranthropus robustus                                                         |
|  |                                                                               |

|  | Paranthropus boisei   |
|  |                       |
|  | Paranthropus robustus |
|  |                       |

|  | Australopithecus sediba                                      |
|  |                                                              |
|  | \| \| Homo habilis \| \| \| \| \| \| Altres Homo \| \| \| \| |
|  |                                                              |
|  | Homo habilis                                                 |
|  |                                                              |
|  | Altres Homo                                                  |
|  |                                                              |

|  | Homo habilis |
|  |              |
|  | Altres Homo  |
|  |              |

|  | Australopithecus sediba                                      |
|  |                                                              |
|  | \| \| Homo habilis \| \| \| \| \| \| Altres Homo \| \| \| \| |
|  |                                                              |
|  | Homo habilis                                                 |
|  |                                                              |
|  | Altres Homo                                                  |
|  |                                                              |

|  | Homo habilis |
|  |              |
|  | Altres Homo  |
|  |              |

|  | Australopithecus sediba                                      |
|  |                                                              |
|  | \| \| Homo habilis \| \| \| \| \| \| Altres Homo \| \| \| \| |
|  |                                                              |
|  | Homo habilis                                                 |
|  |                                                              |
|  | Altres Homo                                                  |
|  |                                                              |

|  | Homo habilis |
|  |              |
|  | Altres Homo  |
|  |              |

|  | Australopithecus sediba                                      |
|  |                                                              |
|  | \| \| Homo habilis \| \| \| \| \| \| Altres Homo \| \| \| \| |
|  |                                                              |
|  | Homo habilis                                                 |
|  |                                                              |
|  | Altres Homo                                                  |
|  |                                                              |

|  | Homo habilis |
|  |              |
|  | Altres Homo  |
|  |              |

|  | Paranthropus aethiopicus                                                      |
|  |                                                                               |
|  | \| \| Paranthropus boisei \| \| \| \| \| \| Paranthropus robustus \| \| \| \| |
|  |                                                                               |
|  | Paranthropus boisei                                                           |
|  |                                                                               |
|  | Paranthropus robustus                                                         |
|  |                                                                               |

|  | Paranthropus boisei   |
|  |                       |
|  | Paranthropus robustus |
|  |                       |

|  | Australopithecus sediba                                      |
|  |                                                              |
|  | \| \| Homo habilis \| \| \| \| \| \| Altres Homo \| \| \| \| |
|  |                                                              |
|  | Homo habilis                                                 |
|  |                                                              |
|  | Altres Homo                                                  |
|  |                                                              |

|  | Homo habilis |
|  |              |
|  | Altres Homo  |
|  |              |

|  | Australopithecus sediba                                      |
|  |                                                              |
|  | \| \| Homo habilis \| \| \| \| \| \| Altres Homo \| \| \| \| |
|  |                                                              |
|  | Homo habilis                                                 |
|  |                                                              |
|  | Altres Homo                                                  |
|  |                                                              |

|  | Homo habilis |
|  |              |
|  | Altres Homo  |
|  |              |

|  | Australopithecus sediba                                      |
|  |                                                              |
|  | \| \| Homo habilis \| \| \| \| \| \| Altres Homo \| \| \| \| |
|  |                                                              |
|  | Homo habilis                                                 |
|  |                                                              |
|  | Altres Homo                                                  |
|  |                                                              |

|  | Homo habilis |
|  |              |
|  | Altres Homo  |
|  |              |

|  | Australopithecus sediba                                      |
|  |                                                              |
|  | \| \| Homo habilis \| \| \| \| \| \| Altres Homo \| \| \| \| |
|  |                                                              |
|  | Homo habilis                                                 |
|  |                                                              |
|  | Altres Homo                                                  |
|  |                                                              |

|  | Homo habilis |
|  |              |
|  | Altres Homo  |
|  |              |

|                            | Ardipitec                  |
|                            |                            |
| Australopithecus anamensis | Australopithecus afarensis |
|                            | Australopithecus afarensis |

|  | Paranthropus aethiopicus                                                      |
|  |                                                                               |
|  | \| \| Paranthropus boisei \| \| \| \| \| \| Paranthropus robustus \| \| \| \| |
|  |                                                                               |
|  | Paranthropus boisei                                                           |
|  |                                                                               |
|  | Paranthropus robustus                                                         |
|  |                                                                               |

|  | Paranthropus boisei   |
|  |                       |
|  | Paranthropus robustus |
|  |                       |

|  | Australopithecus sediba                                      |
|  |                                                              |
|  | \| \| Homo habilis \| \| \| \| \| \| Altres Homo \| \| \| \| |
|  |                                                              |
|  | Homo habilis                                                 |
|  |                                                              |
|  | Altres Homo                                                  |
|  |                                                              |

|  | Homo habilis |
|  |              |
|  | Altres Homo  |
|  |              |

|  | Australopithecus sediba                                      |
|  |                                                              |
|  | \| \| Homo habilis \| \| \| \| \| \| Altres Homo \| \| \| \| |
|  |                                                              |
|  | Homo habilis                                                 |
|  |                                                              |
|  | Altres Homo                                                  |
|  |                                                              |

|  | Homo habilis |
|  |              |
|  | Altres Homo  |
|  |              |

|  | Australopithecus sediba                                      |
|  |                                                              |
|  | \| \| Homo habilis \| \| \| \| \| \| Altres Homo \| \| \| \| |
|  |                                                              |
|  | Homo habilis                                                 |
|  |                                                              |
|  | Altres Homo                                                  |
|  |                                                              |

|  | Homo habilis |
|  |              |
|  | Altres Homo  |
|  |              |

|  | Australopithecus sediba                                      |
|  |                                                              |
|  | \| \| Homo habilis \| \| \| \| \| \| Altres Homo \| \| \| \| |
|  |                                                              |
|  | Homo habilis                                                 |
|  |                                                              |
|  | Altres Homo                                                  |
|  |                                                              |

|  | Homo habilis |
|  |              |
|  | Altres Homo  |
|  |              |

|  | Paranthropus aethiopicus                                                      |
|  |                                                                               |
|  | \| \| Paranthropus boisei \| \| \| \| \| \| Paranthropus robustus \| \| \| \| |
|  |                                                                               |
|  | Paranthropus boisei                                                           |
|  |                                                                               |
|  | Paranthropus robustus                                                         |
|  |                                                                               |

|  | Paranthropus boisei   |
|  |                       |
|  | Paranthropus robustus |
|  |                       |

|  | Australopithecus sediba                                      |
|  |                                                              |
|  | \| \| Homo habilis \| \| \| \| \| \| Altres Homo \| \| \| \| |
|  |                                                              |
|  | Homo habilis                                                 |
|  |                                                              |
|  | Altres Homo                                                  |
|  |                                                              |

|  | Homo habilis |
|  |              |
|  | Altres Homo  |
|  |              |

|  | Australopithecus sediba                                      |
|  |                                                              |
|  | \| \| Homo habilis \| \| \| \| \| \| Altres Homo \| \| \| \| |
|  |                                                              |
|  | Homo habilis                                                 |
|  |                                                              |
|  | Altres Homo                                                  |
|  |                                                              |

|  | Homo habilis |
|  |              |
|  | Altres Homo  |
|  |              |

|  | Australopithecus sediba                                      |
|  |                                                              |
|  | \| \| Homo habilis \| \| \| \| \| \| Altres Homo \| \| \| \| |
|  |                                                              |
|  | Homo habilis                                                 |
|  |                                                              |
|  | Altres Homo                                                  |
|  |                                                              |

|  | Homo habilis |
|  |              |
|  | Altres Homo  |
|  |              |

|  | Australopithecus sediba                                      |
|  |                                                              |
|  | \| \| Homo habilis \| \| \| \| \| \| Altres Homo \| \| \| \| |
|  |                                                              |
|  | Homo habilis                                                 |
|  |                                                              |
|  | Altres Homo                                                  |
|  |                                                              |

|  | Homo habilis |
|  |              |
|  | Altres Homo  |
|  |              |

## Subespècies
Durant el segle xx s'han fet diversos treballs tendents a establir una taxonomia clara del ximpanzé. Va ser el zoòleg alemany Ernst Schwarz qui va descriure la majoria de les subespècies actualment acceptades, després de centenars de mesuraments d'esquelets i anàlisis de les pells portades als museus. Schwartz, qui va descriure el bonobo, el va considerar com una subespècie de Pan troglodytes i no com una espècie a part. Aquest autor va establir les subespècies de Pan troglodytes de la següent manera: 
- Pan troglodytes troglodytes. Aquesta subespècie pot arribar a tenir la cara totalment negra, de manera similar com la presenten els goril·les. La seva distribució geogràfica abasta l'Àfrica occidental: Camerun, Riu Muni i Gabon. Es caracteritza per tenir la cara d'un negre intens. Aquesta subespècie s'ha fet coneguda per creure's el reservori natural de diverses soques del VIH que infecten l'home. El salt interespècie del virus s'hauria donat diverses vegades entre aquest primat i l'home.
- Pan troglodytes verus. Té una coloració més clara en la cara i en els torus supraorbitaris, en els exemplars joves s'evidencia una taca de pèl blanca a la regió anal. La seva distribució geogràfica abasta la costa de Guinea des del Senegal fins a Nigèria. Es caracteritza per ser la raça que té la cara d'un color més clar. S'ha calculat per marcadors genètics que va divergir de la resta d'exemplars del ximpanzé comú fa més d'1,5 milions d'anys, per la qual cosa hi ha qui en reclama considerar-los una espècie a part.[7]
- Pan troglodytes vellerosus. Es troba a l'oest de Nigèria i a l'est del Camerun. Es considera la subespècie de ximpanzé més vulnerable a l'extinció. S'estima que hi ha menys de 8.000 exemplars i que aquest nombre disminueix amb força. La seva distinció es va dur a terme per marcadors genètics.
- Pan troglodytes schweinfurthii. Tenen el pelatge més llarg i llustrós que les altres races de ximpanzés, a més es caracteritzen per tenir en l'edat adulta una calvície similar a la dels humans. La seva distribució geogràfica abasta l'Àfrica central: Regió dels Grans Llacs i Congo oriental (exemplars d'aquesta subespècie foren objecte d'estudi per la primatòloga Jane Goodall). Es caracteritzen per tenir un pèl més llarg que les altres races de ximpanzé.

## Divergència amb el bonobo
Recent evidència provinent de les anàlisis d'ADN suggereixen que el bonobo (Pan paniscus) i el ximpanzé comú se separaren fa un milió d'anys aproximadament. La línia del ximpanzé es va separar del llinatge que va desembocar en els humans aproximadament fa sis milions d'anys. Les dues espècies de ximpanzés estan igualment relacionades amb els éssers humans i atès que no han sobreviscut cap altra espècie dels gèneres Homo, Australopithecus o Paranthropus, són els seus parents vius més propers. El bonobo no fou reconegut com una espècie independent fins al 1929, i en l'idioma comú la designació "ximpanzé" sovint s'aplica a tots dos simis. Els primatòlegs prefereixen reservar el nom "ximpanzé" per a Pan troglodytes. Encara que les diferències anatòmiques entre ambdues espècies són petites, el seu comportament tant sexual com social mostren diferències marcades. Pan troglodytes posseeix un comportament de caça grupal basat en mascles beta liderats per mascles alfa relativament febles, una dieta omnívora i una cultura complexa amb forts llaços.